# 愛知県立知多翔洋高等学校
愛知県立知多翔洋高等学校（あいちけんりつ ちたしょうよう こうとうがっこう、英: Chita Shoyo High School）は、愛知県知多市八幡に所在し、知多高校と知多東高校を前身とする公立高校。

## 概要
2007年（平成19年）3月まで、校地内に暫定的に普通科高校の愛知県立知多東高等学校（ちたひがしこうとうがっこう）が併存していた。知多半島に所在する唯一の総合学科を設置する高校である。高校の略称は「翔洋」。
知多半島の北西端に位置する知多市に所在している。

## 沿革
2005年（平成17年）4月 愛知県の第一次高等学校再編計画で、普通科の知多高校と知多東高校を統合し、知多東高校の校地に総合学科の高校として創立。知多高校と知多東高校は2006年（平成18年）度卒業生限りとなり、知多高校は完全に廃校となる。
2007年（平成19年）9月12日・13日に第一回翔洋祭が催された。

## 特徴
知多半島で唯一の総合学科があり、選択するコースによって様々な分野を学ぶことができる。1年生は普通科高校と同じような授業科目であるが、2年生からは文系、理系、各種コース別の選択科目を選択することになる。しかし2年生へ進級する際、一部の必修科目を除き進路に合わせた教育課程を選択することになり、総合学科とはいえコース性の要素が高くなる。普通科にはあまりない学校設定科目が多いことも特徴である。この関係で科目数はかなり多い。コースは以下に記載する。

## 設置系列
- 【人間科学】 文化・歴史・政治・経済・外国語の理解を深める人間性を高める。
- 【数理科学】 数学・理科・外国語の理解を深め処理する能力を高める。
- 【環境科学】 数学・理科・自然環境の理解をし自然環境への保護の関心を高める。
- 【異文化理解】 外国語・諸国文化・世界の歴史の理解を深め国際性を高める。
- 【ライフカルチャー】 食育・保育・看護等を学び社会に貢献できる人材育成。
- 【情報テクノロジー】 コンピュータに関する知識と技術を学び情報能力を高める。
- 【国際ビジネス】 経済活動の理解・事務処理能力・語学を身につける国際精神を高める。
- 【スポーツ科学】 スポーツと健康に関する知識を身につけるスポーツを親しむ意識を高める。

## 行事
翔洋祭
2007年（平成19年）に初開催。名前は生徒会での投票により決定された。文化祭と体育祭で分かれており、どちらも平日に行われる。見学は保護者や学校関係者等であれば可能。
文化祭は、優秀なコーナー・展示品を作ったクラスに生徒会から賞が送られる。体育祭は、クラス別・学年別対抗で行われる。安全を考慮しているのか徒競走が多い。
修学旅行
2年次の10月に行われる。2泊3日。
遠足
各学年毎に5月頃に行われる。新クラスでの親睦を深めることを主な目的とする。
球技大会
夏季・春季に一度ずつ行われる。競技は生徒会で決定される。

## 制服
制服は男女共にブレザーが採用されている。ブレザーの左胸には校章が付いている。名札は身分証明書と兼用。校章付きのセーター（白の半袖、紺の長袖）も用意されており、必要に応じて着用することができる。
男子の場合、ネクタイを着用する。このネクタイはフック式が採用されており、結ぶ必要がない。女子の場合、着用するのはリボンで、こちらもフック式を採用している。また、スカートとスラックスを選ぶことができる。

## 部活動

### 運動部
- 硬式野球部
- サッカー部
- 硬式テニス部（男・女）
- 陸上競技部
- バスケットボール部（男・女）
- バレーボール部　(男・女)
- 水泳部部
- ハンドボール部（男・女）

ハンドボール部男子は2024年の総合体育大会では県大会ベスト16、愛知県選手権大会ではベスト8になっている。ベスト8は公立高校では偉大なことである。
- バドミントン部（男・女）
- 卓球部
- 柔道部
- 剣道部（男・女）
- 弓道部

### 文化部
- 吹奏楽部
- ギター部
- 茶道部
- 華道部
- 美術部
- 生活部
- 書道部
- 演劇部
- ダンス部
- コンピュータ部

## アクセス
- 名鉄常滑線「寺本駅」から徒歩で約25分、自転車で約7分、またはあいあいバスを利用。
- 名鉄河和線「南加木屋駅」から徒歩で約32分、または自転車で約10分。
- あいあいバス：北部コース「知多翔洋高校前」バス停から徒歩で約4分。

## 著名な出身者
- 和田一詩（ミュージカル俳優）
- 大橋卓弥（ミュージシャン）